# Columna de Arcadio

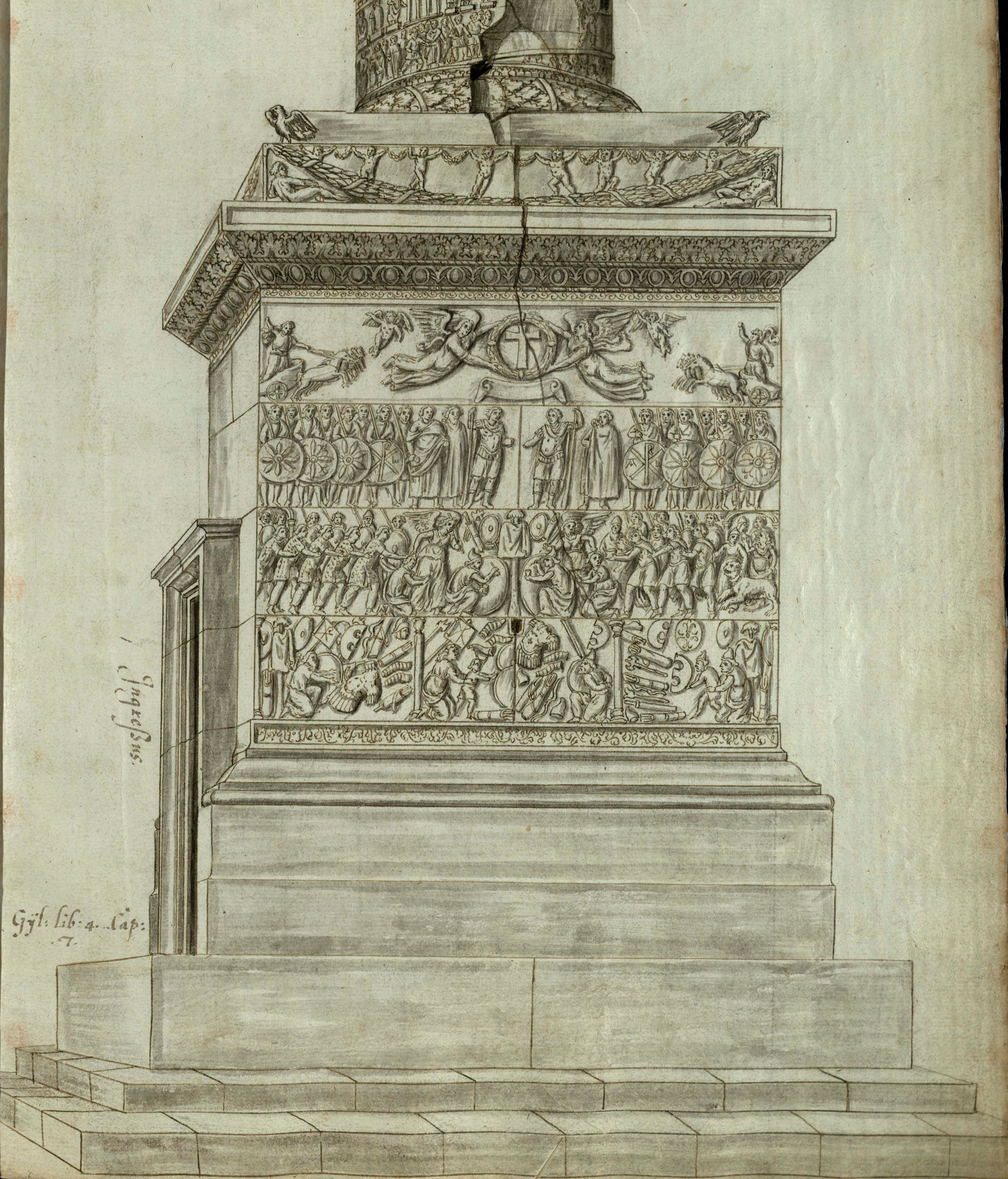
Dibujo de los detalles de la Columna.

La Columna de Arcadio fue una columna triunfal romana iniciada en 401 en el Foro de Arcadio en Constantinopla para conmemorar el triunfo del emperador Arcadio sobre los godos comandados por Gainas un año antes. 

## Historia
Arcadio murió en 408, pero la decoración de la columna no se completó hasta el año 421, por lo cual el monumento fue dedicado por su sucesor Teodosio II. 
Fuertemente inspirada en la Columna de Teodosio, erigida en el Foro Taurii en el 380, la Columna de Arcadio sigue la tradición de otras columnas triunfales como las de Trajano y Marco Aurelio. Fue destruida entre los siglos XVI a XVIII cuando amenazaba con venirse abajo, debilitada por los terremotos, y fue derribada, quedando solamente su base de granito rojo, la cual se conserva hasta la actualidad. Este resto es conocido como Avret Taş (vulva de piedra) en turco ya que está construida en serpentina.
El aspecto y las decoraciones de la columna se conservan en una serie de dibujos hechos en 1575.